# Iwona Bernardelli
Iwona Bernardelli z d. Lewandowska (ur. 19 lutego 1985 w Lipnie) – polska lekkoatletka. Od sezonu 2010 zaczęła startować w długodystansowych biegach ulicznych. Żołnierz Wojska Polskiego.

## Życiorys
W 2015 zdobyła złoty medal w maratonie podczas światowych igrzysk wojskowych w Mungyeong.
Pięciokrotnie (2010−2013 i 2016) zwyciężyła w imprezie biegowej Biegnij Warszawo (10 km). Dwukrotnie (2012 i 2013) zdobywała złote medale (indywidualnie i drużynowo) w Wojskowych Mistrzostwach Europy w Paryżu (20 km). Wielokrotnie zdobywała medale indywidualnie i drużynowo (2014, 2017, 2022) na Wojskowych Mistrzostwach Świata w Maratonie. Pozostaje aktualną rekordzistką (2:28:33) na tym dystansie. W 2017 i 2022 wygrała warszawski Bieg Konstytucji 3 Maja.
Na Igrzyskach Olimpijskich w Rio de Janeiro w 2016 r. z czasem 2:31:41 zajęła 21 miejsce na dystansie maratońskim.
W 2021 przeszła do klubu sportowego PREFBET-SONAROL.

## Życie prywatne
W 2016 wyszła za Michała Bernardellego.

## Rekordy życiowe
| Konkurencja                        | Rezultat | Data                 | Miejsce    | Uwagi         |
| ---------------------------------- | -------- | -------------------- | ---------- | ------------- |
| Bieg na 800 metrów                 | 2:11,17  | 18 maja 2003         | Grudziądz  |               |
| Bieg na 1000 metrów                | 2:53,97  | 4 maja 2003          | Bydgoszcz  |               |
| Bieg na 1500 metrów                | 4:17,40  | 31 sierpnia 2014     | Szczecin   |               |
| Bieg na 3000 metrów                | 9:18,86  | 18 czerwca 2015      | Hérouville |               |
| Bieg na 3000 metrów z przeszkodami | 10:10,01 | 1 lipca 2007         | Poznań     |               |
| Bieg na 5000 metrów                | 15:35,75 | 9 czerwca 2012       | Watford    |               |
| Bieg na 10 000 metrów              | 32:55,06 | 21 maja 2017         | Londyn     |               |
| Bieg na 10 kilometrów              | 32:25    | 31 grudnia 2014      | Madryt     |               |
| Bieg na 20 kilometrów              | 1:07:19  | 14 października 2012 | Paryż      | rekord Polski |
| Półmaraton                         | 1:12:00+ | 26 kwietnia 2015     | Londyn     |               |
| Maraton                            | 2:27:47  | 26 kwietnia 2015     | Londyn     |               |